# Georgi Nikolov (labdarúgó)
Georgi Dimitrov Nikolov (bolgárul: Γеорги Димитров Николов; 1937. június 11. –) bolgár válogatott labdarúgó.
A bolgár válogatott tagjaként részt vett az 1962-es világbajnokságon.